# Simplastrea vesicularis
Simplastrea vesicularis là một loài san hô trong họ Oculinidae. Loài này được Umbgrove mô tả khoa học năm 1939.